# Bythophyton indicum
Bythophyton indicum là một loài thực vật có hoa trong họ Mã đề. Loài này được (Hook.f. & Thomson) Hook.f. mô tả khoa học đầu tiên năm 1884.